# Pinios
Der Pinios (griechisch Πηνειός, ältere deutsche Transkription Peneios; lateinische Bezeichnung Peneus; alter Name Salamvrias oder Salambria) ist der 217 km lange Hauptstrom der Region Thessalien in Griechenland. Er zählt zu den längsten Flüssen Griechenlands und be- sowie entwässert die Tiefebene von Thessalien.

## Einzugsgebiet
Das hydrologische Einzugsgebiet des Pinios umfasst eine Fläche von 10.700 km². Der durchschnittliche Jahresniederschlag, bezogen auf das gesamte Einzugsgebiet, beträgt 779 mm/m².

## Verlauf

### Quellflüsse
Der Pinios entspringt mit zwei Quellflüssen im südlichen Pindos-Gebirge. Der nördliche Quellfluss Malakasiotiko entspringt zwischen der Ortschaft Platanitsos und südlich der Ortschaft Milia an der Südostflanke des Berges Mavrovouni, östlich des bekannten Katara-Pass und der davon südwestlich gelegenen Ortschaft Metsovo. Östlich von Metsovo und unmittelbar südlich der Ortschaft Malakasi entspringt der zweite Quellfluss Baltos an den Nordost-Ausläufern des Lakmos-Massivs bzw. am Übergang zwischen Lakmos und Mavrovouni mit den Gipfeln Plagia (Höhe ca. 1600 m), Fourka (Höhe 1730 m), Zigourotopia (Höhe 1811 m), Nekrokratima (Höhe ca. 1500 m), Kopanes (Höhe 1890 m), Gavogianaki (1495 m), Kokkino (1576 m) und Dokimi (Höhe 1974 m). Das südliche Gebiet des Quellflusses Baltas wird auch als Ennea Vryses (auf Deutsch neun Brunnen oder Wasserstellen) bezeichnet. Die östlichen Flanken der Gipfelketten Plagia, Psiloma, Fourka, Zigourotopia und Dokimi bilden auch die Wasserscheide zwischen dem Stromgebiet des Pinios im Osten und dem Stromgebiet des Arachthos im Westen. Beide Quellflüsse entspringen in der nordwestlichsten Ecke von Thessalien im Regionalbezirk Trikala.

### Verlauf als Malakasiotikos
Nördlich der Ortschaft Matoneri und südlich der Ortschaft Panagia vereinigen sich die beiden Quellflüsse zum Fluss Malakasiotikos (benannt nach der Ortschaft Malakasi). Dieser fließt von Osten her kommend in einem weichen Bogen nach Südost bis zum Süden der Ortschaft Mourgani nordwestlich der Stadt Kalambaka. Dort fließt von Süden her aus dem Tal zwischen der Westseite des Kerketio-Massivs und der Ostflanke der südlichen Pindos-Gebirgskamms mit den Gipfeln Kokkino Lithari, Tsatsouli, Papanika und Neraida der Fluss Klinovitikos in den Malakasiotikos. Rund einen Kilometer weiter östlich von Mourgani trifft aus dem Norden kommend der Fluss Ion (Mourgani) auf den Malakasiotikos.

### Hauptstrom des Pinios
Ab der Mündung des Ion flussabwärts wird der Fluss als Pinios bezeichnet und weitet sich durch die vorgenannten Zuflüsse deutlich auf. Neben der Aufweitung schwenkt der Fluss ca. 3 km nordwestlich vom Kalambaka nach Süd-Südosten ab und passiert die Stadt Kalambaka mit den Meteora-Klöstern im Westen und Süden. Auf der Höhe der südlichen Teile der Stadt Kalambaka weitet sich neben dem Pinios auch dessen Ebene deutlich auf und wird zum nordwestlichen Zipfel der thessalischen Tiefebene. Westlich von Trikala bei der Ortschaft Parapotamos erhält der Pinios noch einen weiteren Zufluss aus dem Süden des Kerketio-Massivs, der Portaikos.
Die Stadt Trikala wird von Nord-Nordwest her im Bogen nach Osten hin im Abstand von ca. 5 km umflossen. Nach dem abgeschlossenen Bogen um die Stadt Trikala fließt der Pinios in östlicher Richtung mit nicht-kanalisiertem Flussbett südlich der Antichasia- und Zarkou-Bergmassive weiter nach Osten. Er bildet dabei neben den vorgenannten Bergmassiven die nördliche Begrenzung der thessalischen Tiefebene. Nördlich der Ortschaft Marathea fließt von Westen her kommend nach Durchströmung der Stadt Trikala der Fluss Litheos in den Pinios. Weniger Kilometer weiter östlich befindet sich die Mündung des aus dem Norden her kommenden Flusses Neochoritis südöstlich der Ruinen der antiken Stadt Farkadon (heutige Ortschaft Klokotos) und südwestlich der gegenwärtigen Stadt Farkadona. Zwischen diesen beiden Mündungen von Nebenflüssen erreicht der Fluss Karditsiotikos (durchfließt die Stadt Karditsa) aus Südwesten her kommend den Pinios. Südlich von Farkadona und nördlich der Ortschaft Keramidi trifft von Süden her kommend mit dem Fluss Enipeas der wasserreichste Zufluss zum Pinios.
Östlich von Farkadona nach der Einmündung des Enipeas tritt der Pinios in ein Tal zwischen dem südwestlichen Ausläufer des Zarkou und der nördlichen Flanke des Berges Titanos ein. In der nachfolgenden kleinen Ebene von Kilada dreht der Pinios seinen Verlauf von einer West-Ost in eine Süd-Nord-Richtung für ca. 10 km, woraufhin westlich der Ortschaft Amygdala eine erneute Änderung der Fließrichtung auf die ursprüngliche West-Ost-Richtung erfolgt. Der Pinios fließt nach diesem „Zickzack“ von Westen her in Mäandern kommend auf die Stadt Larisa zu. Im Gebiet der Stadt Larisa teilt sich der Pinios in zwei Arme. Die resultierende Flussinsel beherbergt einen Stadtteil von Larisa samt dem Stadtpark Alkazar und dem darin befindlichen Alkazar-Stadion.
Im Norden der Stadt Larisa trifft der aus dem Südosten der thessalischen Tiefebene – unter anderem auch aus dem Gebiet des 1962 mit dem Ziel einer gesteigerten landwirtschaftlichen Produktion trockengelegten und 2018 aus Naturschutzgründen zu einem Teil wiederhergestellten Karla-Sees (Λίμνη Κάρλα) nördlich von Volos – kommende Fluss Pamisos auf den Pinios. Nach diesem Zufluss ändert der Pinios erneut seine Richtung nach Norden und fließt auf den südlichen Eingang des Tembi-Tals zu. Vor Erreichen des südlichen Zugangs zum Tembi-Tal fließt der Fluss Titarisios von Westen her kommend zwischen den Ortschaften Rodia und Mavrolithos in den Pinios ein.
Zwischen der antiken Stadt Gonnoi (heutiges Gonni) und der Ortschaft Evangelismos tritt der Pinios mit Fließrichtung nach Ost-Nordost in das Tembi-Tal ein und durchfließt diesen Engpass zwischen Ossa-Gebirge (oder Kissavos) im Süden und Olymp im Norden auf einer Länge von ca. 8 km. Das Flusstal erreicht dabei minimale Weiten von 40 m. Neben dem Pinios und seinem Flussbett nutzen auch die griechische Eisenbahnhauptstrecke von Thessaloniki über Larisa nach Athen sowie die Autobahn 1 diesen Durchgang zwischen Olymp und Ossa. Nördlich der Ruinen des antiken Omolion teilt sich der Pinios in zwei Hauptmündungsarme und fließt in die Ägäis am südlichen Ende des Thermaischen Golfs.

### Durchflossene Regionen
Bezogen auf die antiken Landschaften Thessaliens durchfließt der Pinios die Ebenen von Hestiäotis und Pelasgiotis. Bezogen auf die neuzeitliche Verwaltungsgliederung Griechenlands durchfließt der Pinios die Regionalbezirke Trikala und Larisa und verläuft damit ausschließlich im Norden der Verwaltungsregion Thessalien.